# Xanadu (album)
Xanadu is de soundtrack van de gelijknamige film Xanadu.

## Muziek en musical
Film en LP kwamen uit in 1980. De film flopte maar de LP werd een bestseller door de goede muziek. Het album stond 8 weken op nummer één in de Nederlandse LP Top 50. Het nummer Xanadu van Olivia Newton-John en Electric Light Orchestra was in de zomer van 1980 een hit. Daarna haalden ELO met All over the world en Newton-John met Magic opnieuw de hitlijsten. Ook een duet van Olivia Newton-John en Cliff Richard, Suddenly, wist in de Engelse hitparade te scoren. Deze samenwerking was te danken aan Hank Marvin, Bruce Welch (van The Shadows) en John Farrar, die Newton-John, Australisch country-artieste, ontmoetten tijdens een Top of the Pops-opname in 1971.
In 2007 liep Xanadu - The Musical op Broadway. Meer dan 500 keer werd de musical op Broadway opgevoerd. Eind 2008 en begin 2009 volgde een tour in de USA. Vervolgens werd Tokyo (Japan) aangedaan waarna de musical terugkeerde naar de US. Koreaanse en Filipijnse vertalingen maakten het mogelijk de musical in Korea en op de Filipijnen in 2008 op de planken te krijgen. De musical speelde ook in Australische theaters.
Op de verzamelbox Flashback (3CD box, verschenen in 2010) is een andere versie van het nummer Xanadu te vinden, zonder Olivia Newton-John. Lynne vond het origineel niet goed genoeg. Dat vertelde hij vlak voor een nóg nieuwere versie verscheen op de muziekfilm Wembley or Bust in november 2018 op BBC Radio 2.

## Composities

### Kant één (Olivia Newton-John)
1. "Magic" – 4:31
2. "Suddenly" (met Cliff Richard) – 4:02
3. "Dancin'" (met The Tubes) – 5:17
4. "Suspended in Time" – 3:55
5. "Whenever You're Away From Me" (met Gene Kelly) – 4:22

### Kant twee (Electric Light Orchestra)
1. "I'm Alive" – 3:46
2. "The Fall"  – 3:34
3. "Don't Walk Away" – 4:48
4. "All Over the World" – 4:04
5. "Xanadu" (gezongen door Olivia Newton-John) – 3:28

## Hitnoteringen

### Album
| Album met eventuele hitnotering(en) in de Nederlandse Album Top 100 | Datum van verschijnen | Datum van binnenkomst | Hoogste positie | Aantal weken | Opmerkingen |
| ------------------------------------------------------------------- | --------------------- | --------------------- | --------------- | ------------ | ----------- |
| Xanadu (Original Soundtrack)                                        | 1980                  | 05-07-1980            | 1(8wk)          | 23           |             |

### Singles
De hits afkomstig van de LP.
| Single met eventuele hitnotering(en) in de Nederlandse Top 40 | Datum van verschijnen | Datum van binnenkomst | Hoogste positie | Aantal weken | Opmerkingen                                                 |
| ------------------------------------------------------------- | --------------------- | --------------------- | --------------- | ------------ | ----------------------------------------------------------- |
| Xanadu                                                        | 1980                  | 21-06-1980            | 1(4wk)          | 16           | Olivia Newton-John & Electric Light Orchestra / Alarmschijf |
| All over the world                                            | 1980                  | 23-08-1980            | 11              | 7            | Electric Light Orchestra / Alarmschijf                      |
| Magic                                                         | 1980                  | 13-09-1980            | 12              | 6            | Olivia Newton-John / Alarmschijf                            |

## Trivia
In 2010 werd de single Xanadu gecoverd door oud Texas-zangeres Sharleen Spiteri.
Jeff Lynne
Roy Wood · Bev Bevan · Bill Hunt · Steve Woolam · Rick Price · Richard Tandy · Mike Edwards · Wilfred Gibson · Hugh McDowell · Andy Craig · Colin Walker · Mike de Albuquerque · Mik Kaminski · Louis Clark · Kelly Groucutt · Melvyn Gale · Dave Morgan · Martin Smith · Marc Mann · Matt Bissonette · Gregg Bissonette · Peggy Baldwin · Sarah O'Brien · Rosie Vela